# Signalna peptidaza I
Signalna peptidaza I (EC 3.4.21.89, vodeća peptidaza I, signalna proteinaza, Escherichia coli vodeća peptidaza, eukariotska signalna peptidaza, eukariotska signalna proteinaza, vodeća peptidaza, vodeća peptidna hidrolaza, vodeća proteinaza, signalna peptidaza, pilinska vodeća peptidaza, SPC, prokariotska signalna peptidaza, prokariotska vodeća peptidaza, HOSP, prokariotska signalna proteinaza, propeptidaza, PuIO prepilinska peptidaza, signalna peptidna hidrolaza, signalna peptidna peptidaza, signalaza, bakterijska vodeća peptidaza 1, pilinska vodeća peptidaza) je enzim. Ovaj enzim katalizuje sledeću hemijsku reakciju
Odvajanje hidrofobnih, N-terminalnih signalnih ili vodećih sequenci
Ovaj enzim je nađen u bakterijskim membranama i u hloroplastnim tilakoidnim membranama.

## Literatura
- Nicholas C. Price; Lewis Stevens (1999). Fundamentals of Enzymology: The Cell and Molecular Biology of Catalytic Proteins (Third изд.). USA: Oxford University Press. ISBN 019850229X.
- Eric J. Toone (2006). Advances in Enzymology and Related Areas of Molecular Biology, Protein Evolution (Volume 75 изд.). Wiley-Interscience. ISBN 0471205036.
- Branden C; Tooze J. Introduction to Protein Structure. New York, NY: Garland Publishing. ISBN 0-8153-2305-0.
- Irwin H. Segel. Enzyme Kinetics: Behavior and Analysis of Rapid Equilibrium and Steady-State Enzyme Systems (Book 44 изд.). Wiley Classics Library. ISBN 0471303097.

## Spoljašnje veze
- Signal+peptidase+I на 